# チームSII 7th Stage「心の旅程」
チームSII 7th Stage「心の旅程」は、SNH48チームSIIの7th公演である。SNH48初のオリジナル公演。SNH48の姉妹グループとしてBEJ48チームBの2nd公演である、SNH48の姉妹グループとしてGNZ48チームGの2nd公演である、SNH48の姉妹グループとしてSHY48チームSIIIの1st公演である。

## 公演内容

### 曲目
オープニングアクト
1. すぐ出発する
（马上出发）

本編
1. overture
（作曲・編曲：尾澤拓実、歌：TAZ）
全SNH48公演共通である。
2. 心の旅路
（心的旅程、作詞：淺紫、作曲：淺紫、編曲：謝維）
3. 時差パスワード
（时差密码、作詞：小7、作曲：ASPJ、編曲：ASPJ）
4. 小宇宙
（小宇宙、作詞：淺紫、作曲：鴨毛、編曲：鴨毛）
5. モナリザは自で写真を撮っていない
（蒙娜丽莎没有自拍照、作詞：淺紫、作曲：姜帆、編曲：謝維）
6. 親友の絆創膏
（好友创可贴、作詞：鴨毛、作曲：鴨毛、編曲：戴浪）
7. 地平線
（地平线、作詞：淺紫、作曲：林從胤、編曲：劉興華/楊任銜）
8. 次の駅はあなたです
（下一站是你、作詞：淺紫、作曲：林從胤、編曲：謝維）
9. 新しい世界
（新世界、作詞：小7、作曲：鴨毛、編曲：阿聰）
10. パラシュート
（降落伞、作詞：淺紫、作曲：姜帆、編曲：謝維）
11. アマゾンのカーニバル
（狂欢亚马逊、作詞：鴨毛、作曲：鴨毛、編曲：劉興華/楊任銜）
12. ローマの休日
（罗马假日、作詞：小7、作曲：ASPJ、編曲：ASPJ）
13. ニューヨークの夢
（纽约梦、作詞：張欣瑜、作曲：林從胤、編曲：劉興華/楊任銜）
14. 月明かりの下
（月光下、作詞：周富堅/淺紫、作曲：周富堅、編曲：鴨毛）

アンコール
1. 潮流のチャンピオン
（潮流冠军、作詞：芮英傑/淺紫、作曲：芮英傑、編曲：劉衍霖）
2. 靑春ホーン
（青春号角、作詞：陳立志、作曲：姜帆、編曲：謝維）
3. 私の舞台
（我的舞台、作詞：甘世佳、作曲：ASPJ、編曲：ASPJ）

## SNH48 チームSII 7th Stage「心的旅程」公演
公演期間
2016年5月20日 - 2017年6月10日
出演メンバー
許佳琪・錢蓓婷・呉哲晗・沈之琳・孔肖吟・徐晨辰・陳觀慧・陳思・袁丹妮・袁雨楨・莫寒・蔣芸・徐子軒・李宇琪・戴萌・馮曉菲（兼任）・サポートメンバー

ユニット曲担当
- 親友の絆創膏（徐子軒、李宇琪、戴萌、馮曉菲）
- 地平線（孔肖吟、沈之琳、呉哲晗、錢蓓婷、許佳琪）
- 次の駅はあなたです（陳觀慧、陳思）
- 新しい世界（袁丹妮、袁雨楨、莫寒、蔣芸）
- パラシュート（徐晨辰）

## BEJ48 チームB 2nd Stage「心的旅程」公演
公演期間
2016年10月02日 - 2017年04月09日
出演メンバー
陳美君・文妍・閆明筠・青鈺雯・呉月黎・馮雪瑩・胡曉慧・夏越・胡博文・陳逸菲・田淑麗・段藝璇・劉姝賢・牛聰聰・馮雪瑩・熊素君・サポートメンバー

ユニット曲担当
- 親友の絆創膏（劉姝賢、牛聰聰、馮雪瑩、熊素君）
- 地平線（夏越、胡博文、陳逸菲、田淑麗、段藝璇）
- 次の駅はあなたです（馮雪瑩、胡曉慧）
- 新しい世界（文妍、閆明筠、青鈺雯、呉月黎）
- パラシュート（陳美君）

## GNZ48 チームG 2nd Stage「心的旅程」公演
公演期間
2016年10月16日 - 2017年07月22日
出演メンバー
陳珂・張瓊予・高源婧・張凱祺・劉夢雅・陳雨琪・黄黎蓉・謝蕾蕾・李沁潔・周倩玉・向芸・陽穎青・羅寒月・劉筱筱・曾艾佳・林嘉佩・サポートメンバー

ユニット曲担当
- 親友の絆創膏（羅寒月、劉筱筱、曾艾佳、林嘉佩）
- 地平線（謝蕾蕾、李沁潔、周倩玉、向芸、陽穎青）
- 次の駅はあなたです（陳雨琪、黄黎蓉）
- 新しい世界（張瓊予、高源婧、張凱祺、劉夢雅）
- パラシュート（陳珂）

## SHY48 チームSIII 1st Stage「心的旅程」公演
公演期間
2017年1月12日 - 2017年06月25日
出演メンバー
劉嬌・劉娜・王詩蒙・李慧・趙佳蕊・關思雨・盧天惠・韓家樂・秦璽・孫敏・楊允涵・賴梓惜・付紫琪・陳婧文・朱燕・馮譯瑩・サポートメンバー

ユニット曲担当
- 親友の絆創膏（秦璽、孫敏、楊允涵、賴梓惜）
- 地平線（趙佳蕊、盧天惠、韓家樂、付紫琪、陳婧文）
- 次の駅はあなたです（劉嬌、劉娜）
- 新しい世界（李慧、關思雨、馮譯瑩、朱燕）
- パラシュート（王詩蒙）